# Esther Carena
Esther Carena (nacida como Franziska Lucia Pfeiffer; 24 de agosto de 1898–26 de enero de 1972) fue una actriz alemana. Apareció en más de 30 películas entre 1916 y 1924.

## Biografía
Hija de padre alemán y madre española, estudió medicina durante un semestre y se formó en una compañía italiana de acróbatas. Hasta 1916 vivió principalmente en Italia, donde actuó en obras de teatro.
En 1916 llegó a Alemania y fue descubierta por el actor y director de cine sueco Nils Olaf Chrisander. Fue presentada como heroína en películas de suspense, dramas y melodramas que Harry Piel puso en escena al final de la Primera Guerra Mundial. Diseñó muchos de sus propios trajes. En 1924 se casó con el escenógrafo Franz Schroedter y se retiró del cine.

## Filmografía seleccionada
| Año  | Título                   | Papel   | Notas |
| ---- | ------------------------ | ------- | ----- |
| 1918 | The Ghost Hunt           | Juanita |       |
| 1922 | The Queen of Whitechapel | Ninette |       |
| 1923 | The Shadow of the Mosque |         |       |
| 1924 | Dangerous Clues          | Gitty   |       |